# Єздимирці
Єзди́мирці (болг. Ездимирци) — село в Перницькій області Болгарії. Входить до складу общини Трин.

## Населення
За даними перепису населення 2011 року у селі проживали 47 осіб, з них 45 осіб (95,7%) — болгари.
Розподіл населення за віком у 2011 році:
Динаміка населення: